# Aristolochiasäuren

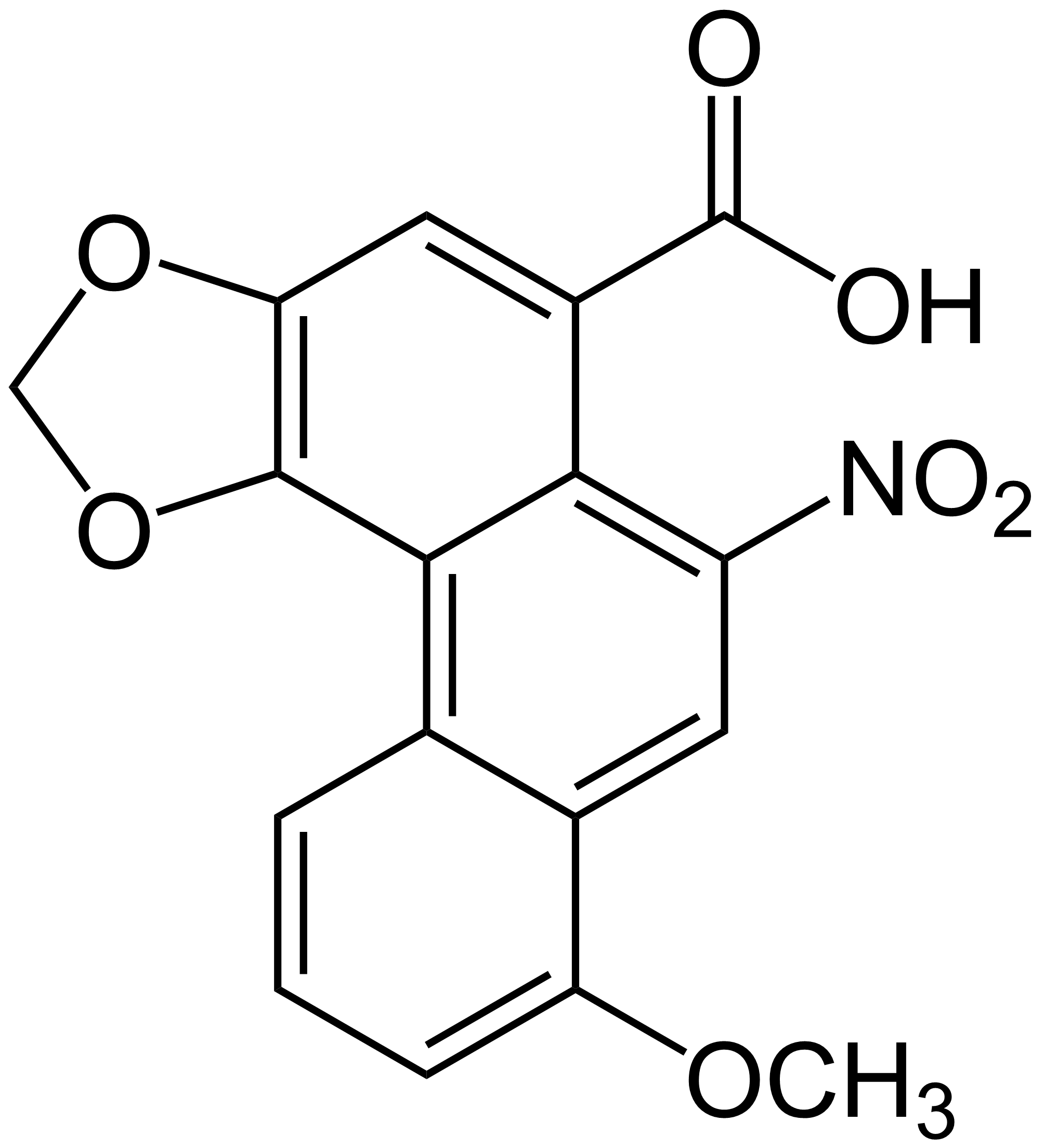
Aristolochiasäure I/A, von der sich die anderen Vertreter der Stoffgruppe ableiten

Aristolochiasäuren sind sekundäre Pflanzenstoffe, die in einer Vielzahl von Arten der Gattungen Aristolochia (Pfeifenblumen), Asarum (Haselwurzen), Saruma und Thottea, alle zur Familie der Aristolochiaceae (Osterluzeigewächse) gehörig, nachgewiesen wurden. Biogenetisch leiten sie sich von Aporphin-Alkaloiden ab, wie an der Strukturähnlichkeit mit z. B. den Aporphin-Alkaloiden Apomorphin oder Bulbocapnin zu erkennen ist. Die bei Naturstoffen relativ seltene Nitrogruppe entsteht durch Oxidation des Stickstoffatoms im vormaligen Piperidinring.

## Vertreter
Als Aristolochiasäuren werden verschiedene Derivate der gleichen Grundstruktur bezeichnet. Die drei Reste (R1, R2 und R3) können dabei Wasserstoff-, Hydroxy- oder Methoxygruppen sein. Der wichtigste Vertreter ist Aristolochiasäure I.
| Gefahrensymbol |

| Gefahrensymbol |

## Vorkommen

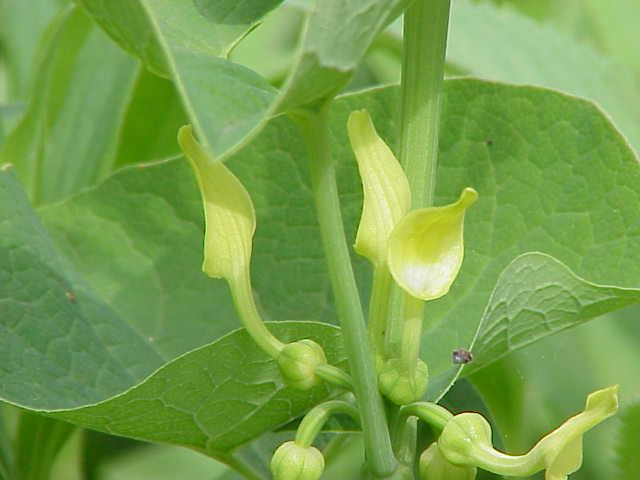
Osterluzei (Aristolochia clematitis)

Das Vorkommen von Aristolochiasäuren außerhalb der Familie der Aristolochiaceae ist bei Pflanzen nicht dokumentiert.
In den Wurzeln der Osterluzei (Aristolochia clematitis) sind bis zu einem Prozent Aristolochiasäuren enthalten, während der Gehalt in den Blättern unter 0,1 % liegt.

## Verwendung
Verschiedene Aristolochiasäuren waren früher in einigen verbreiteten, vor allem aus der chinesischen Medizin stammenden, Schlankheitsmitteln sowie im Stärkungs-Tonikum Frauengold enthalten. Das Präparat Tardolyt enthielt Aristolochiasäure als Natriumsalz und wurde bei Infektionen als Phagozytose-Aktivator eingesetzt.

## Toxikologie
Aristolochiasäuren besitzen ein hohes toxisches Potenzial. Die Verbindungen wurden in In-vitro- sowie In-vivo-Tests als genotoxisch befundet und wirkten darüber hinaus im Tierversuch kanzerogen. Die Internationale Agentur für Krebsforschung (IARC) hat die Aristolochiasäuren und Pflanzen, die diese enthalten, in Gruppe I karzinogen für Menschen eingestuft.
Zudem wirken die Aristolochiasäuren nephrotoxisch (nierenschädigend). Die Balkan-Nephropathie ist eine endemisch in einigen Regionen des Balkan auftretende chronisch-toxische Nierenerkrankung, die hauptsächlich durch Aristolochiasäuren verursacht ist. Aristolochiasäuren sind auch gesicherte Risikofaktoren für das Entstehen von Urothelkarzinomen.
Der biochemische Mechanismus der Mutagenität der Aristolochiasäuren beruht auf einer Transversion von A-T-Nukleotidpaaren nach T-A an verschiedenen Stellen im Genom.
In Deutschland gelten aufgrund eines Stufenplanverfahrens (vom 3. Juni 1981) alle „Aristolochiasäure-haltigen Human- und Tierarzneimittel, einschließlich phytotherapeutischer und homöopathischer Arzneimittel, die unter Verwendung Aristolochiasäure-haltiger Pflanzen hergestellt werden“ als bedenklich. Ein Inverkehrbringen ist gemäß § 5 AMG somit verboten. Die Anordnung betrifft darüber hinaus auch den Verkauf der entsprechenden Arzneidrogen selbst. Ausgenommen vom Stufenplanverfahren sind allerdings homöopathische Arzneimittel, die Zubereitungen von Pflanzen der Gattungen Aristolochia und Asarum ab der Potenzstufe D11 – bezogen auf das Fertigarzneimittel – enthalten.

## Sonstiges
Die Aristolochiasäuren waren die ersten nitrohaltigen organischen Verbindungen, die in Naturprodukten nachgewiesen wurden.
Die Raupen einiger Faltergattungen aus der Familie der Ritterfalter (Papilionidae) haben sich auf Pflanzenarten aus den oben genannten Gattungen spezialisiert. Sie sind immun gegen die enthaltenen Giftstoffe und werden durch den Verzehr selbst giftig, was einen gewissen Schutz vor Fressfeinden bringt.